# Modelle überlappender Generationen

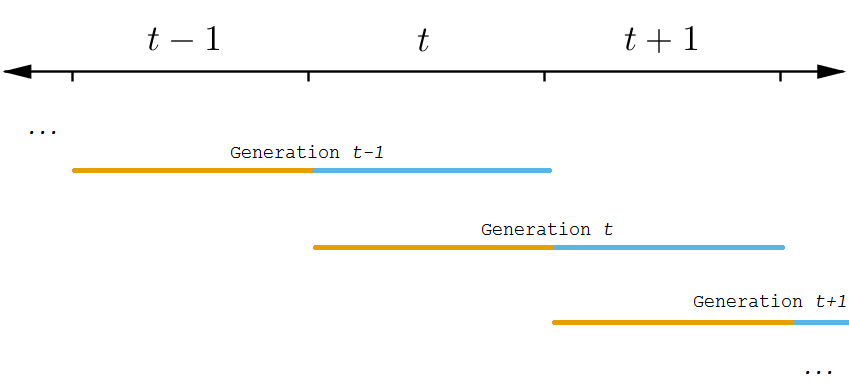
Abb. 1: Grundstruktur eines OLG-Modells: Jede Generation lebt für eine gewisse Zeit (hier: zwei Perioden); die Jungen aus der neuen Generation (orange) koexistieren mit den Alten aus der Vorgängergeneration (blau).

Als Modelle überlappender Generationen oder Overlapping-Generations-Modelle (OLG-Modelle) bezeichnet man in der Volkswirtschaftslehre eine bestimmte Klasse von theoretischen Modellen, die die langfristige Entwicklung einer Volkswirtschaft beschreiben. OLG-Modelle sind dadurch charakterisiert, dass Individuen in Generationen zusammengefasst werden, wobei über einen unendlichen Zeithorizont hinweg jede Generation stets für eine gewisse (endliche) Zeit lebt und jeweils Lebensabschnitte (etwa „jung“ und „alt“) durchläuft; namensgebend ist die Tatsache, dass stets mindestens zwei Generationen zur gleichen Zeit (jeweils in verschiedenen Lebensabschnitten) am Leben sind, was einem „Überlappen“ der Generationen gleichkommt.

## Grundmodell in reiner Tauschwirtschaft (Samuelson-Modell)

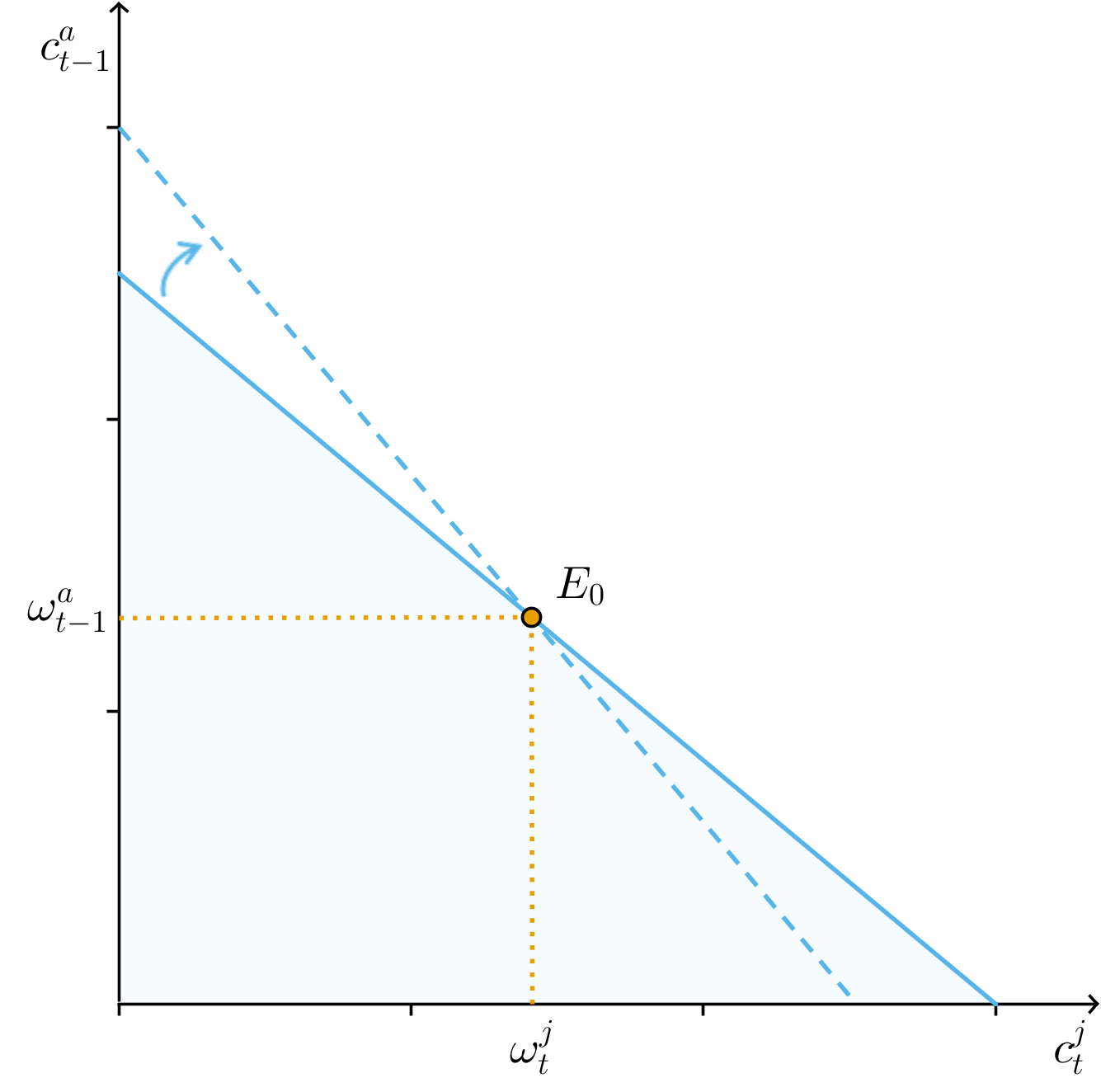
Abb. 2: Auswirkung einer Erhöhung des Bevölkerungswachstums.

Samuelson (1958) geht von einem einfachen Szenario aus, in dem Individuen über eine bestimmte Anfangsausstattung von einem Gut verfügen, die sie nicht von einer Periode in die nächste übernehmen können; mit anderen Worten beträgt die Haltbarkeit der Ausstattung genau eine Periode oder, in Samuelsons Formulierung, der Zinssatz beträgt −1. Die Zeit wird als diskret und unendlich angenommen; die betrachteten Perioden seien durch {\displaystyle t=0,1,\ldots } gegeben. Man nehme nun wie üblich an, dass ein Individuum zwei Perioden lang lebt. Jede Generation bestehe aus {\displaystyle N_{t}} Individuen und der intertemporale Ausstattungsvektor jedes Individuums der Generation t sei durch {\displaystyle (\omega _{t}^{j},\omega _{t}^{a})} gegeben, wobei {\displaystyle \omega _{t}^{j}} für die Ausstattung im ersten Lebensabschnitt („jung“) und {\displaystyle \omega _{t}^{a}} für diejenige im zweiten Lebensabschnitt („alt“) steht; analog definiert ist der intertemporale Konsumvektor jedes Individuums der Generation t, {\displaystyle (c_{t}^{j},c_{t}^{a})}. Die intertemporale Nutzenfunktion laute {\displaystyle U_{t}(c_{t}^{j},c_{t}^{a})} und sei, entsprechend gängigen Annahmen, streng monoton steigend, strikt konkav und zweimal stetig differenzierbar (jeweils in beiden Argumenten). Die so beschriebene OLG-Ökonomie unterliegt in Periode t der (aggregierten) Budgetbeschränkung
die folgendermaßen zu verstehen ist: Der Konsum aller „Alten“ aus der Vorgängergeneration zuzüglich dem Konsum aller „Jungen“ aus der aktuellen Generation (mithin also der gesamte Konsum aller lebenden Individuen) muss gerade der gegenwärtigen Ausstattung aller lebenden Individuen entsprechen.
Stellt man die Gleichung unter Zuhilfenahme der Wachstumsrate der Bevölkerung, {\displaystyle n_{t}\equiv (N_{t}-N_{t-1})/N_{t-1}}, um, ergibt sich die folgende äquivalente, einer sinnvollen graphischen Darstellung jedoch leichter zugängliche Form:
Sie illustriert die generationsübergreifende Interdependenz, die das OLG-Modell ausmacht: Sämtlicher Konsum der alten Bevölkerung, der deren eigene Ausstattung übersteigt, finanziert sich in vollem Umfang aus der kompletten Ersparnis der jüngeren Bevölkerung. Abb. 2 veranschaulicht dies. Wenn jede in t lebende Generation exakt in Höhe ihrer Ausstattung konsumiert, befindet man sich im so genannten Ausstattungspunkt {\displaystyle E_{0}}. Eine exogen veranlasste Umverteilung des Pro-Kopf-Konsums der jungen Generation um eine Einheit zugunsten der alten Generation (Bewegung nach links oben), brächte für diese einen Pro-Kopf-Konsumanstieg um {\displaystyle 1+n_{t}} mit sich. Änderungen am Bevölkerungswachstum führen zu einer Drehung der Budgetlinie um {\displaystyle E_{0}}.

## Modell mit Produktion
Diamond (1965) erweitert das Grundmodell um Unternehmen und eine Produktionstechnologie und analysiert damit die Auswirkungen von Staatsverschuldung. Die spätere Literatur stützt sich oft auf dieses erweiterte Modell, das in der Literatur nach seinem Urheber, dem Nobelpreisträger Peter A. Diamond, als Diamond-Modell bezeichnet wird.

## Nutzenfunktion im OLG-Modell
Im OLG-Modell mit Subsistenzkonsum kann der Lebenszeitnutzen der Haushalte durch folgende Nutzenfunktion beschrieben werden
{\displaystyle U_{t}={\begin{cases}\operatorname {log} (c_{t}-{\bar {c}})+\beta \operatorname {log} (c_{t+1})&{\text{ falls }}c_{t}>{\bar {c}}\\-\infty &{\text{sonst.}}\end{cases}}}
Repräsentationen:
{\displaystyle c_{t}} bezeichnet den Konsum der Haushalte in Periode {\displaystyle t}
{\displaystyle c_{t+1}}  bezeichnet den Konsum der Haushalte in Periode {\displaystyle t+1}
{\displaystyle {\bar {c}}} bezeichnet den Subsistenzkonsum